# Голайдо Денис Олександрович
Денис Олександрович Голайдо (* 3 червня 1984, Сімферополь) — український футболіст, півзахисник. Виступав за збірну України. Закінчив кар'єру гравця у клубі «ТСК-Таврія».

## Біографія
Вихованець кримського футболу — Училище Олімпійського резерву, Краснолісся.
У складі «Таврії» у вищій лізі дебютував 13 квітня 2002 року у 18-річному віці при Анатолії Заяєві у грі проти одеського «Чорноморця».
Не маючи достатньої ігрової практики, з початку 2005 року і до літа 2006 виступав на правах оренди за «Закарпаття» (Ужгород), після чого повернувся до «Таврії».

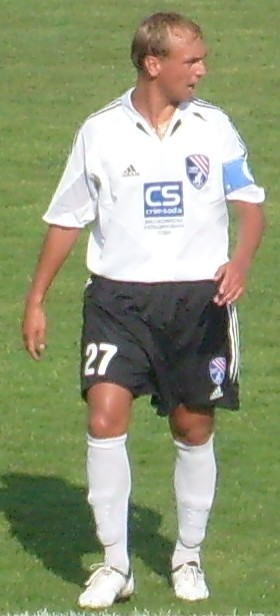
Денис Голайдо під час виступів за «Таврію». 3 липня 2009 року

У листопаді 2008 року в чвертьфінальному поєдинку Кубка України проти «Металіста» отримав перелом ключиці і до кінця року вибув з ладу. 2010 року разом з командою виграв Кубок України, відігравши усі 120 хвилин фінального матчу проти донецького «Металурга» (3:2).
Після того як влітку 2010 року головним тренером сімферопольців став Валерій Петров, Голайдо разом з Олександром Ковпаком та Іллею Галюзою були переведені в дубль, попри те що вони довгий час були лідерами команди. Перед останнім осіннім матчем «Таврії» в чемпіонату України проти «Ворскли», Голайдо був повернутий в першу команду.
На початку грудня 2010 року підписав трирічний контракт з донецьким «Металургом», у складі якого вже з наступного сезону також став одним з лідерів команди.
З приходом на місце головного тренера «Металурга» влітку 2013 року Сергія Ташуєва, втратив місце в основному складі і закінченню контракту, в грудні 2013 року, за обопільної згоди з клубом отримав статус «вільного агента».
На початку 2014 року підписав однорічний контракт з дебютантом білоруської вищої ліги «Слуцьком», проте зігравши лише 10 матчів в чемпіонаті, в червні 2014 року за обопільною згодою розірвав контракт з клубом і повернувся в «Металург», який, після відставки Ташуєва, знову очолив Володимир Пятенко, під керівництвом якого Голайдо грав у «Металурзі» у 2011—2012 роках.
Має 2 паспорти — український та російський. Не сприймає енергетичної та продовольчої блокади Криму, вважає, що після анексії життя в Криму стало кращим. Має тут бізнес.
Під час російських президентських виборів 2018 року увійшов до складу руху Putin Team, який виступав на підтримку Володимира Путіна.

## Виступи у збірній
В молодіжній збірній України провів 6 матчів (2003—2004).
2006 року погодився допомогти збірній кримських татар на турнірі невизнаних країн ELP Cup.
В національній збірній дебютував 26 березня 2008 року в товариському матчі зі збірною Сербії (2:0), в якому відзначився гольовим пасом на Андрія Шевченка.
Всього за збірну протягом року провів 4 матчі, після чого перестав викликатись до лав націонавльної збірної.

## Досягнення
- Володар Кубка України (1): 2009/2010